# Бій після перемоги
«Бій після перемоги» (рос. «Бой после победы») — російський радянський двосерійний художній фільм, знятий в 1972 році за документальною повістю  Василя Ардаматського режисером  Вілленом Азаровим. Завершення трилогії, розпочатої фільмами  Шлях в «Сатурн»  і Кінець «Сатурна» (1967).

## Сюжет
1945 рік. Після капітуляції нацистської Німеччини радянський розвідник Сергій Крилов, який працює у німців як Крамер, потрапляє разом з майором абверу Гербертом Вільгельмі в американський табір для військовополонених. Американці створюють з колишніх гестапівців і абверівців-контррозвідників секретну розвідувальну і диверсійну службу під керівництвом генерала Рейнхарда Гелена. Вільгельмі і Крилова ретельно перевіряють і включають в організацію Гелена. Дізнавшись про задуми керівництва нової організації про створення мережі диверсійних шкіл для дій проти СРСР, Крилов передає відомості про це в Центр. Потім вступає в дію план генерала Тімеріна: СРСР вимагає видачі Крилова як «нацистського військового злочинця». У відповідь Гелен приймає рішення про ліквідацію Крамера. За допомогою німецьких антифашистів Крилов повертається живим і неушкодженим на Батьківщину, його справу в організації генерала Гелена продовжують Вільгельмі і колишній помічник Крилова Андронов…

## У ролях
| Актор                  | Роль                                                                    |
| ---------------------- | ----------------------------------------------------------------------- |
| Михайло Волков         | Він же Крамер, радянський розвідник Сергій Крилов                       |
| Георгій Жжонов         | Генерал-лейтенант Микола Іванович Тімерін                               |
| Євген Кузнєцов         | Генерал Сімаков                                                         |
| Олексій Ейбоженко      | Полковник Вінніков                                                      |
| Григорій Гай           | Андронов                                                                |
| Людмила Максакова      | Дружина Крамера Софі Краузе                                             |
| Володимир Гусєв        | Микитенко                                                               |
| Маті Клоорен           | Німецький генерал-лейтенант Рейнхард Гелен ( озвучує Фелікс Яворський ) |
| Микола Прокопович      | Майор абверу Герберт Вільгельмі                                         |
| Людмила Шапошникова    | Капітан Шенеман                                                         |
| Григорій Острін        | Фон Ранке                                                               |
| Юрій Леонідов          | Американський генерал Смайлс                                            |
| Микола Салант          | Американський генерал О'Доннел                                          |
| Володимир Татосов      | Помічник генерала Смайлс                                                |
| Лідія Малюкова         | Дружина Герберта Вільгельмі Март                                        |
| Ігор Ясулович          | Аптекар, розвідник Гюнтер                                               |
| Валентина Хмара        | Аптекар, розвідниця Ельза                                               |
| Степан Бубнов          | Вільде                                                                  |
| Інгріда Андріна        | Епізод                                                                  |
| Віра Бурлакова         | секретарка Віра                                                         |
| Юрій Багінян           | Бруно фон Даніельц                                                      |
| Зоя Василькова         | Гретхен                                                                 |
| Олег Голубицький       | Офіцер абверу                                                           |
| Юрій Кузьменков        | Майор Лапін                                                             |
| Юрій Мельницький       | Епізод                                                                  |
| Володимир Маренков     | Ад'ютант Віннікова Володя                                               |
| Ігор Мілонов           | Епізод                                                                  |
| Олександр Пороховщиков | Рудольф Баум                                                            |
| Микола Савицький       | Епізод                                                                  |
| Микола Савицький       | Епізод                                                                  |
| Віктор Філіппов        | Офіцер радянської розвідки                                              |
| Аркадій Цінман         | Август Цімберг                                                          |
| Віктор Шульгін         | Штольц                                                                  |
| Юрій Кірєєв            | Епізод                                                                  |
| В'ячеслав Гостинський  | Вернер фон Малінберг ( в титрах не вказано )                            |
| Володимир Мишкін       | Німець ( в титрах не вказано )                                          |
| Володимир Бутенко      | Ув'язнений в поїзді ( в титрах не вказано )                             |
| Михайло Бовін          | Ріхард фон Ранке ( в титрах не вказано )                                |
| Леонід Евтіфьєв        | Американський майор ( в титрах не вказано )                             |
| Володимир Гуляєв       | Шофер-американець ( в титрах не вказано )                               |
| Олександр Кашперов     | Зрадник-українець ( в титрах не вказано )                               |
| Євген Лазарєв          | Зрадник-латиш ( в титрах не вказано )                                   |
| Станіслав Міхін        | Конвоїр в поїзді ( в титрах не вказано )                                |
| Юрій Леонідов          | Офіцер радянської розвідки ( в титрах не вказано )                      |
| Олександр Лук'янов     | Офіцер радянської розвідки ( в титрах не вказано )                      |
| Володимир Протасенко   | Офіцер радянської розвідки ( в титрах не вказано )                      |
| Віктор Волков          | Офіцер радянської розвідки ( в титрах не вказано )                      |
| Борис Бітюков          | Німецький офіцер ( в титрах не вказано )                                |
| Лев Лобов              | Співробітник розвідцентру ( в титрах не вказано )                       |
| Юрій Катін-Ярцев       | «Терміт» він же Курт Бархельт ( в титрах не вказано )                   |

## Знімальна група
- Автори сценарію:
  -  Віллен Азаров
  -  Василь Ардаматський
  -  Михайло Блейман
- Режисер:  Віллен Азаров
- Оператор:  Марк Дятлов
- Художник:
  -  Олександр Самулєкін
  -  Семен Ушаков
- Композитор:  Олександр Флярковський